# West African Pilot
West African Pilot é um jornal da Nigéria, fundado por Nnamdi Azikiwe em 1937.

## Fundação
Nnamdi Azikiwe, que mais tarde seria o primeiro presidente da Nigéria, havia retornado dos Estados Unidos, onde havia obtido mestrado e estava com convicções do Pan-africanismo. De volta à África, ele trabalhou em 1937 no jornal da Costa do Ouro (atual Gana) African Morning Post, mas foi forçado a se mudar para a Nigéria neste mesmo ano.
Na Nigéria, em 1937, Azikiwi fundou o jornal West African Pilot.

## Importância
Este jornal foi um dos quatro pioneiros que tiveram um impacto significativo, junto dos jornais Daily News, Daily Times e Nigerian Tribune.
Nos anos 1960, este era o jornal mais popular da Nigéria.